# هان تشاي آه
هان تشاي آه (بالكورية: 한채아
)‏ هي ممثلة كورية جنوبية. ولدت يوم 24 مارس 1982 في بوسان في كوريا الجنوبية.

## روابط خارجية
- هان تشاي آه على موقع IMDb (الإنجليزية)
- هان تشاي آه على موقع قاعدة بيانات الفيلم (الإنجليزية)
- هان تشاي آه على موقع كينوبويسك (الروسية)